# King of the Rocket Men
King of the Rocket Men este un film SF serial american din 1949 regizat de Fred C. Brannon. În rolurile principale joacă actorii Tristram Coffin, Mae Clarke.

## Prezentare
Un geniu malefic având identitate necunoscută, care se autodenumește "Dr. Vulcan" (auzit doar ca o voce și văzut ca o umbră pe un perete), plănuiește să cucerească lumea. În acest scop el trebuie să elimine, unul câte unul, pe toți membrii Asociației Oamenilor de Știință (Science Associates), o organizație a celor mai mari oameni de știință de pe Pământ. După ce a scăpat dintr-un atentat la viața lui comis de către Vulcan, un membru al Asociației, Dr. Millard (James Craven), realizează împreună cu un alt membru, Jeff King (Tristram Coffin), o rachetă-rucsac atomică și o cască aerodinamică sub formă de glonț.
Cu ajutorul acestora, fotograful unei reviste, Glenda Thomas (Mae Clarke), și folosind alte invenții ale Dr. Millard și Jeff King costumat ca Omul-Rachetă ( Rocket Man), luptă împreună împotriva acoliților Dr. Vulcan de-a lungul mai multor capitole pline de acțiune. În cele din urmă, Vulcan fură una din invențiile cele mai periculoase ale lui Millard, Decimatorul, și o folosește pentru a  inunda și apoi distruge atât orașul New York cât și restul Insulei Manhattan, înainte de final, când este demascat și adus în fața justiției de către Jeff King costumat ca Rocket Man.

## Distribuție
- Tristram Coffin ca Jeff King/Rocket Man. Kirk Alyn a fost preferat inițial pentru filmări, dar în cele din urmă a fost ales Coffin.[2]
- Mae Clarke ca Glenda Thomas
- Don Haggerty ca Tony Dirken
- House Peters, Jr. ca Burt Winslow
- James Craven ca Dr Millard
- I. Stanford Jolley ca Profesor Bryant
- Stanley Price ca  Gunther Von Strum

## Capitole (episoade) ale filmului
1. Dr. Vulcan - Traitor (20 de minute)
2. Plunging Death (13 minute 20 de secunde)
3. Dangerous Evidence (13 minute 20 de secunde)
4. High Peril (13 minute 20 de secunde)
5. Fatal Dive (13 minute 20 de secunde)
6. Mystery of the Rocket Man (13 minute 20 de secunde)
7. Molten Menace (13 minute 20 de secunde)
8. Suicide Flight (13 minute 20 de secunde)
9. Ten Seconds to Live (13 minute 20 de secunde)
10. The Deadly Fog (13 minute 20 de secunde)
11. Secret of Dr. Vulcan (13 minute 20 de secunde)
12. Wave of Disaster (13 minute 20 de secunde)

Sursă:

## Producție
King of the Rocket Men a fost cel mai scump film serial Republic din 1949.
Codul de producție Republic a fost 1704, iar filmările au avut loc între 6 - 27 aprilie 1949.
Republic prefera ca numele eroilor săi să înceapă cu "King" (Rege[le]) pentru ca să folosească în titluri de genul "King of..." Studioul a avut succes cu această schemă de denumiri începând cu adaptarea după Zane Grey, King of the Royal Mounted. Personajul principal din acest serial era Jeff King, altfel cunoscut sub numele de Rocket Man. Secvențele sale de zbor au fost inspirate de benzile desenate cu Buck Rogers.